# 청춘유니 (시즌 3)
《청춘유니 시즌 3》(중국어: 青春有你第三季, 병음: Qīngchūn Yǒunǐ Dìsānjì, 영어: Youth With You 3)은 중국의 동영상 사이트 플랫폼 아이치이에서 주최한 보이 그룹 결성 프로젝트 서바이벌 프로그램이다. 《우상연습생》의 네 번째, 《청춘유니》의 세 번째 시리즈이다.
투표를 위해 일부 팬들이 유료 투표 유제품을 무단 투기하는 사태로 인해 논란이 일어나 파이널 방송을 앞두고 프로그램 제작을 잠정 중단하였다. 이후 7월에 생존자 중 9명이 IXFORM이라는 팀명으로 데뷔하게 되었다.

## 종영 시점에서의 생존자
- 종영 시점에서의 순위가 높은 순서대로 서술

| 이름       | 예명                     | 소속사                 | 소속 그룹          |
| ---------- | ------------------------ | ---------------------- | ------------------ |
| 뤄이죠우   |                          | 야오커                 | IXFORM             |
| 롄화이웨이 |                          | 롄화이웨이             | IXFORM             |
| 탕지우죠우 |                          | 이화                   | IXFORM             |
| 쑨잉하오   |                          | 라오위                 | IXFORM             |
| 류관요우   |                          | 하오한, 前티오피       | IXFORM             |
| 황위항     | 쑨이항                   | 위엔지화               | 이안음악사, IXFORM |
| 두안씽씽   |                          | 라오위, M.NATION       | IXFORM             |
| 리쩡       | 스치                     | BATESMETHINKS          |                    |
| 창화썬     | WASTON CHANG, 前창요시우 | 하오한                 |                    |
| 덩샤오츠   |                          | RE                     | IXFORM             |
| 류쥐엔     |                          | 원밀리언 댄스 스튜디오 | IXFORM             |
| 두티엔위   |                          | 천마성하               |                    |
| 량이무     | 량썬                     | 더 영                  |                    |
| 리쥔하오   |                          | TF                     |                    |
| 쉬신츠     | Nemo                     | 잉훠충                 |                    |
| 쉬쯔웨이   |                          | 에이벡스 차이나        |                    |
| 허더루이   |                          | ZUI                    |                    |
| 양하오밍   |                          | SSAN                   |                    |
| 왕난쥔     |                          | B/G                    |                    |